# A-1 Pictures
Az A-1 Pictures Inc. (株式会社エー・ワン・ピクチャーズ; Kabusikigaisa É Van Pikucsázu; Hepburn: Kabushikigaisha Ē Wan Pikuchāzu) egy japán animációsfilm-stúdió, amelyet a Sunrise volt producere, Ivata Mikihiro alapított 2005-ben. A cég a Sony Music Entertainment Japan Aniplex animációprodukciós cégének a leányvállalata.

## Története
A céget 2005. május 9-én hozta létre a Sony Music Entertainment Japan animeprodukciós cége, az Aniplex, hogy animesorozatihoz és más produkcióihoz itt gyártsa az animációkat. 2006-ban koprodukcióban készítette el a Zenmai Zamurait, majd ez év októberében Aszagajában stúdiót alapított. 2007-ben készítette el első önálló sorozatát, az Ókiku Furikabutte animét.
A stúdiót eredetileg azzal a céllal hozták létre, hogy az Aniplex néhány családbarát sorozatának gyártását irányítsa, de a stúdió növekedett és terjeszkedett, s egyre szélesebb körű média és anime gyártásában vett részt.
A stúdió nemzetközi jelenlétét is erősítette, például a 2007-es Anime Expón is képviseltette magát, amelyet a kaliforniai Long Beachben tartottak.

## Munkái

### Televíziós animesorozatok
- Zenmai Zamurai (2006) (koprodukcióban a No Side-dal)
- Ókiku furikabutte (2007)
- Robby & Kerobby (2007)
- Persona: Trinity Soul (2008)
- Tecuvan Birdy: Decode (2008)
- Kannagi: Crazy Shrine Maidens (2008) (koprodukcióban az Ordettel)
- Kurosicudzsi (2008)
- Tecuvan Birdy: Decode 2 (2009)
- Valkyria Chronicles (2009)
- Fairy Tail (2009) (koprodukcióban a Satelighttal (1–175. epizód) és a Bridge-dzsel (176–277. epizód))
- Working!! (2010)
- Sora no voto (2010)
- Ókiku furikabutte: Natsu no taikai-hen (2010)
- Szenkó no Night Raid (2010)
- Kurosicudzsi II (2010)
- Szeikimatsu Occult Gakuin (2010)
- Togainu no csi (2010)
- Fractale (2011) (koprodukcióban az Ordettel)
- Ao no Exorcist (2011)
- Ano hi mita hana no namae o bokutacsi va mada siranai (2011)
- Uta no Prince-szama: Madzsi Love 1000% (2011)
- The Idolmaster 2 (2011)
- Working’!! (2011)
- Ucsú kjódai (2012)
- Curitama (2012)
- Sword Art Online (2012)
- Sin szekai jori (2012)
- Csó szoku henkei gyrozetter (2012)
- Magi: The Labyrinth of Magic (2012)
- Oresura (2013)
- Vividred Operation (2013)
- Oreimo (2013)
- Uta no Prince-szama: Madzsi Love 2000% (2013)
- Servant x Service (2013)
- Gin no szadzsi (2013)
- Magi: The Kingdom of Magic (2013)
- Galilei Donna (2013)
- Gin no szadzsi II (2014)
- Szekai szeifuku: Bórjaku no Zvezda (2014)
- Rjúgadzsó Nanana no maizókin (2014)
- Aldnoah.Zero (2014)
- Sword Art Online II (2014)
- Persona 4: The Golden Animation (2014)
- Kurosicudzsi: Book of Circus (2014)
- Sigacu va kimi no uszo (2014)
- Nanacu no taizai (2014)
- Magic Kaito (2014)
- Szaenai Heroine no szodatekata (2015)
- The Idolmaster Cinderella Girls (2015)
- Persona 5: The Animation (2018)
- Sword Art Online Alicization (2018)
- Eromanga-sensei (2019)
- Sword Art Online war of Underworld (2019)

### Filmek
- Ucsú Show e jókoszo (2010)
- Fairy Tail the Movie: The Phoenix Priestess (2012)
- Ao no Exorcist: The Movie (2012)
- Szeinto Oniiszan (2013)
- Ano hi mita hana no namae o bokutacsi va mada siranai (2013)
- The IDOLM@STER Movie: To the Other Side of the Light! (2014)
- Ookii 1 nenszei to csiiszana 2 nenszei (2014)
- Ucsú kjódai #0 (2014)
- Persona 3 The Movie: No. 2, Midsummer Knight's Dream (2014)

### OVA
- Valkyria Chronicles III (2011)

### Egyéb
- Namiszuke (2007)
- Takane no dzsitensa (2008)
- Ókiku furikabutte: Honto no Ace ni Nareru Kamo (Nintendo DS játék. Animációs és CG részek gyártása)
- Shin Megami Tensei: Persona 4 (2008) (PlayStation 2 játék. Animációs gyártása a Studio Hibarival koprodukcióban.)
- Valkyria Chronicles II (2010) (PlayStation Portable játék)